# Acraea jodutta
Acraea jodutta är en fjärilsart som beskrevs av Fabricius 1793. Acraea jodutta ingår i släktet Acraea och familjen praktfjärilar. Inga underarter finns listade i Catalogue of Life.